# Gola planina
Gola planina je planina u Bosni. Sa zapadne strane je Vinačka klisura i kanjon Vrbasa. Sa sjeveroistoka i istoka zatvara Jajačku kotlinu. Sjeverozapadno je planina Ranča, prema istoku je Vlašić, dalje prema jugu su rijeka Rika i Lašva. Najviši vrh je Kik, 1438 metara.